# Angel (film 2007)
Angel – francusko-brytyjsko-belgijski melodramat z 2007 roku w reżyserii François Ozona, zrealizowany na podstawie powieści Elizabeth Taylor. Zdjęcia kręcono w Brukseli, jak również na terenie angielskich hrabstw Somerset, Cheshire i Buckinghamshire.

## Główne role
- Romola Garai jako Angel Deverell
- Sam Neill jako Théo
- Lucy Russell jako Nora Howe-Nevinson
- Michael Fassbender jako Esmé
- Charlotte Rampling jako Hermione
- Jacqueline Tong jako Matka Deverell